# Prolog zur Feier von Beethovens hundertstem Geburtstag in Zürich
Prolog zur Feier von Beethovens hundertstem Geburtstag in Zürich ist der Titel eines Gedichts von Gottfried Keller. Vorgetragen wurde es am 13. Dezember 1870 anlässlich eines Konzerts in der Tonhalle Zürich. Als Erstdruck erschien es am 17. Dezember, dem Jahrestag von Beethovens Taufe, in der Neuen Zürcher Zeitung. 1883 nahm Keller es in den ersten Band seiner Gesammelten Gedichte auf. Dort steht es unter „Festlieder und Gelegentliches“.

## Text
Man sagt, daß in der Völkerschlacht,

Wo donnern Stück und Wagen,

In schmelzenden Gesanges Pracht,

Als wär’ der schönste Lenz erwacht,

Die Nachtigallen schlagen.

In Busch und Baum die Schlacht entlang,

Verborgen in den Wettern,

Wetteifernd mit Drommetenklang

Und der Gefall’nen Wehgesang,

Hört man die Triller schmettern.

Sie halten den Streit für Frühlingslust,

Den Tod für holdes Minnen,

Sind keiner Sorge sich bewußt –

Da fährt das Blei durch ihre Brust

Und reißt das Nest von hinnen.

So war’s, als des Jahrhunderts Thor

Aufsprang mit eh’rnen Pforten,

Ein roter Morgen trat hervor,

Mit ihm ein endlos langer Chor

Von blutenden Cohorten.

Was tausendjährig, sank in Staub

Wohl unter ihren Schritten,

Und Glück und Staub des Cäsars Raub,

Er selber dann wie falbes Laub

Knirscht’ unter des Siegers Tritten. –

Da saß ein stiller Mann im Land,

Dem war Gewalt gegeben,

Zu wirken mit gefeiter Hand

Ein tausendtönig Zauberband

In das empörte Leben.

Er goß des Wohllauts süßen Wein

Aus über die Wogenheere;

Mocht’ noch so laut die Brandung schrei'n

Doch stärker klang sein Spiel darein,

Wie Orgelton am Meere.

Nicht sorglos wie die Nachtigall

Hat er sein Lied gesungen;

Es war der großen Klage Schall,

Die Menschenherz und weites All

Geheimnisvoll durchdrungen.

Der Klage, die mit höchster Kraft

In Freude dann sich wendet

Und die, den Sternen kühn entrafft,

Den letzten Kranz der Meisterschaft

Dem sel’gen Sänger spendet.

Vorüber zogen hundert Jahr,

Seit er ans Licht geboren;

Hin ist die Welt, die mit ihm war, –

Noch wandeln seine Sterne klar

Im Aether unverloren.

Noch hallt sein unsichtbares Haus

Und klingt von Meer zu Meere,

Und wieder haust des Sturmes Graus,

geharnischt führt der Tod hinaus

Zahllose Völkerheere.

Ein Cäsar liegt – mit goldner Zier

Wird sich der Deutsche krönen;

Sein Donner grollt – doch ferne hier

In gold’nem Frieden lassen wir

des Zaub’rers Lied ertönen.

## Kommentare

### Zur Form
Jede der zwölf Strophen besteht aus fünf Verszeilen. Jede Zeile enthält vier alternierende Hebungen und Senkungen, jede schließt abwechselnd mit männlicher oder weiblicher Kadenz. Der Versfuß ist der Jambus. Die Endreime folgen dem Schema [abaab], das aus vier kreuzreimenden Zeilen [abab] besteht, zwischen die eine auf [a] reimende eingeschoben ist. Der Einschub erzeugt zwei durch Paarreim [aa] verbundene Zeilen, die auf Besonderheiten des Gedankengangs hinweisen, etwa auf starke Gegensätze, wie in der Strophe zwei, wo sich Wehgesang auf Drommetenklang reimt, oder in Strophe fünf falbes Laub auf Cäsars Raub. – Der Fünfzeiler ist um ein Grad gedankenreicher und kunstvoller als der geläufige Vier- oder Sechszeiler und wirkt daher feierlicher. In den übrigen Merkmalen unterscheidet sich die von Keller gewählte Strophenform jedoch nicht von der schlichten des Volkslieds, – das vielgesungene Heidenröslein ist ja im Kern (ohne den Refrain) fünfzeilig. Warum diese Wahl? Zusammen mit der Kürze des Prologs (300 Wörter) deutet sie darauf hin, dass Keller hinter die Hauptgestalter der Beethoven-Feier, die ausübenden Musiker, zurücktreten wollte. Zugleich zeichnete der Volksliedton seinen Beitrag als „von Herzen kommend“ aus, – keine bloße Stilübung des diensthabenden lokalen Verseschmieds.

### Zum Inhalt
Man sagt, daß … Eingangs wird ein Phänomen beschrieben, das zunächst wie eine Schauerlegende anmutet. Doch Kriegsheimkehrer berichten übereinstimmend davon, wie in Schlachten, die im Frühjahr stattfinden, der furchtbare Lärm von Vogelgesang begleitet wird und sich anhört, als sei er der Ausdruck gesteigerter Lebenslust. Thema des Prologs ist der paradoxe Übergang von Klage in Jubel und von triumphalen Tönen in Wehlaut. Der Zauber der Beethovenschen Musik besteht für den Dichter geradezu in der Klage, die mit höchster Kraft / In Freude sich dann wendet.
Das Wort Völkerschlacht in der ersten Zeile evoziert die Völkerschlacht bei Leipzig, die ohne Nachtigallensang am 13. Oktober 1813 stattfand und die kriegsentscheidende Niederlage Napoleon Bonapartes zum Ergebnis hatte. Als wenig später, am 8. Dezember, in Wien die Uraufführung von Beethovens 7. Sinfonie stattfand, wollte der Jubel des Publikums nicht enden, als habe der Komponist das Werk eigens zur Siegesfeier geschrieben.
Völkerschlacht steht indessen für kein einzelnes Ereignis, sondern für das Zeitalter, das 19. Jahrhundert insgesamt: So war’s als des Jahrhunderts Tor / Aufsprang mit eh’rnen Pforten. Beethovens Musik ist, was Hegel für die Philosophie forderte, „ihre Zeit in Gedanken gefasst“. Was 1820 galt, gilt auch 1870 noch: Ein zweiter französischer Kaiser, Napoleon III., hat den Krieg verloren, die deutsche Artillerie beschießt Paris und der preußische König ist zum deutschen Kaiser designiert. Der Dichter bricht darüber nicht in Jubel aus. Von goldner Zier auf Monarchenhäuptern hält er wenig, sehr viel mehr aber von goldnem Frieden, der es den Schweizern erlaubt, Beethoven nach Gebühr zu feiern und dazu seine Musik erklingen zu lassen.

### Zur Entstehung
Das Thema der großen Klage Schall, / Die Menschenherz und weites All / Geheimnisvoll durchdrungen gehört seit der Renaissance zum gedanklichen Gemeingut der über ihre Kunst reflektierenden Künstler. Beethoven schrieb 1815 in einem Brief an Gräfin Marie von Erdődy: „Wir endliche mit dem unendlichen Geist sind nur zu leiden und Freuden gebohren, und beynah könnte man sagen die ausgezeichneten erhalten durch Leiden Freude.“ Keller machte 1849 während seiner Heidelberger Studienzeit eine Erfahrung, die er damals einzig seinem Freund und musikalischen Mentor Wilhelm Baumgartner mitteilte:
Ästhetische Notiz. Ich wohnte jüngst einer Operation im hiesigen Spital bei. Einem alten Mann, welcher den Arm gebrochen hatte, mußten ein paar Stücke aus dem Ellebogen gesägt werden. Der Mann wurde, ich weiß nicht aus welchem Grunde, nicht narkotisiert, sodaß er dem ganzen Schmerz ausgesetzt war. Er fing ganz allmählig, wie man ihn in die Kur nahm, an zu klagen und stöhnen, und ich erwartete ein unartikukliertes wildes Geschrei. Allein als die Messer beiseite gelegt und die Säge ergriffe wurde und der Schmerz immer höher stieg bis ins anscheinend Unaushaltbare, da wurde der Mann freilich immer lauter, aber er wandte sich an seinen Gott und gab seine Pein in wohl ausgesprochenen Worten und Anrufungen kund, welche immer schöner, ausgeprägter und ergeifender wurden, je tiefer die Säge drang, er wurde zuletzt eigentlich beredt und erging sich in den auffallendsten Äußerungen, welche, so wie der Schmerz abnahm, in wehmütige Betrachtungen übergingen, bis zuletzt alles verbunden war und er wieder still wurde. Der Mann sah nicht eben intelligent aus, und ich möchte fast behaupten, daß er noch nie in seinem Leben so gut und ausdrucksvoll oder auch nur so klar bewußt gesprochen habe. Ich weiß nicht, ob sich alle Unglücklichen, welche höchstem physischen Schmerze unterworfen werden, so benehmen: aber hier wenigstens habe ich gefunden, daß der höchste Schmerz zugleich sich in der schönsten Form äußern kann, was zwar eine alte Geschichte ist, aber für den Hausgebrauch durch eigene Anschauung vortrefflich aufgefrischt wird. Für Deine musikalischen Interessen habe ich bemerkt, daß der Rhythmus in den Schmerzäußerungen dieses Mannes ein durchaus gemessener, fast langsamer und gravitätischer war, aber äußerst fest und nachdrücklich.